# Спасенников, Борис Аристархович
Бори́с Ариста́рхович Спасе́нников (род. 23 января 1958, Архангельск) — советский и российский учёный, профессор, врач-невролог, психотерапевт, доктор медицинских наук, юрист-правовед, доктор юридических наук.

## Биография
Праправнучатый племянник Святого праведного Иоанна Кронштадтского.
1981—1983 гг. — клинической ординатор кафедры неврологии Архангельского государственного медицинского института.
1983—1986 гг. — врач-невролог в системе IV ГУ Минздрава РСФСР.
1986—1989 гг. — аспирант кафедры неврологии лечебного факультета 2-го Московского государственного медицинского института им. Н. И. Пирогова.
1989 г. — защита кандидатской диссертации на тему «Применение анксиолитиков-антиоксидантов в интенсивной терапии острого периода церебрального инсульта».
1989—1996 гг. — ассистент, доцент Архангельского государственного медицинского института, частнопрактикующий врач-психоневролог.
1996 г. — защита докторской диссертации на тему «Дисциркуляторная энцефалопатия (патогенетические, клинические и фармакотерапевтические аспекты)» в Российском государственном медицинском университете.
1997—2005 гг. — профессор кафедры, заместитель директора по учебной работе, директор Института права и предпринимательства (г. Архангельск).
Продолжая традиции профессора З. Фрейда и профессора В. М. Бехтерева, учёный занимается проблемами клинической криминологии; ведет психотерапевтический прием лиц, имеющих устойчивые криминальные девиации поведения.
2004 г. — защита докторской диссертации на тему «Принудительные меры медицинского характера (теория, уголовно-правовое регулирование, практика)» в Московской государственной юридической академии.
2005—2009 гг. — депутат Архангельского областного Собрания депутатов 4-го созыва (фракция «Наша родина — Архангельская область», образованная блоком партий Яблоко и СПС). Депутатским корпусом избран заместителем председателя комитета по законодательству и судебно-правовым вопросам областного Собрания; член комитета по законодательству Парламентской Ассоциации Северо-Запада России.
Депутатская деятельность Б. А. Спасенникова была направлена на укрепление законности и правопорядка, общественный контроль за деятельностью квалификационной коллегии судей, социальную защиту сотрудников правоохранительных органов и членов их семей.
Автор (соавтор) ряда законопроектов, получивших силу федеральных и областных законов (проект федерального закона «О внесении изменения в статью 264 Уголовного кодекса Российской Федерации»; проект областного закона «О внесении изменений в Устав Архангельской области»; проект областного закона "О внесении изменения в статью 5 областного закона «Об общественных представителях в квалификационной коллегии судей Архангельской области» и др.).
2010—2013 гг. — профессор-консультант кафедры уголовного права НОУ ВПО «Институт управления» (г. Архангельск).
2013—2018 гг. — главный научный сотрудник ФКУ НИИ ФСИН России (г. Москва).
2019—2022 гг. — советник директора Национального НИИ общественного здоровья им. Н. А. Семашко (г. Москва).
2022-настоящее время — профессор НИИ скорой помощи им. Н. В. Склифосовского (г. Москва).
Автор свыше 350 научных и учебных трудов, изобретений.
Автор Национального руководства по медицинскому праву (2024 год).

## Научная деятельность

### Медицина
Б. А. Спасенников установил закономерности течения дисциркуляторной энцефалопатии (ДЭ); уточнил клинические критерии её стадий с учётом патогенетических механизмов недостаточности мозгового кровообращения, связанного с нарушением рецепторных систем; обосновал и доказал на практике возможность принципиально нового методического подхода к дифференцированному клинико-фармакологическому применению лекарственных средств, воздействующих на церебральный метаболизм, с целью повышения эффективности лечения больных, страдающих ДЭ.
Выявил патогенетическую целесообразность назначения церебропротекторных средств на основании экспериментального анализа различных моделей церебральной гипоксии. Результаты его исследований позволили определить роль ГАМК-БД-Cl-ионофор-рецепторного комплекса в патогенезе ДЭ, значимость динамического равновесия между глютамат-возбуждением и ГАМК-торможением.
Учёный систематизировал синдромологическую оценку ДЭ, впервые изучил прогностическое значение клинически значимых величин в динамике патологического процесса. На основании комплексного анализа клинических данных, с использованием современных методов исследования и обработки полученных результатов, им изучена возможность с помощью современных средств, изменяющих церебральный метаболизм, с хорошим клиническим эффектом провести медикаментозную коррекцию церебральных сосудистых нарушений.
Б. А. Спасенников проанализировал и обобщил клинический материал по действию метаболических средств на остроту проявлений и течение дисциркуляторной энцефалопатии в зависимости от сроков их применения, проследил динамику церебрального дефицита. Расширил возможности патогенетического и патофизиологического анализа дисциркуляторной энцефалопатии. Изучил спектр фармакологической активности не использовавшихся ранее для лечения больных, страдающих ДЭ современных лекарственных средств и выявил ведущие факторы, определяющие эффективность проводимой терапии. Описал варианты динамики нейрофизиологических и ультразвуковых показателей при применении церебропротективных средств в условиях цереброваскулярной патологии, указав их клинические корреляты. Выработал показания к применению церебропротективных препаратов и определил их оптимальные терапевтические дозы, установил зависимость положительного эффекта от дозы.
Полученные Б. А. Спасенниковым результаты расширяют диагностические возможности оценки состояния больного дисциркуляторной энцефалопатией, определения прогноза заболевания, выбора способа оптимального лечения, контроля эффективности проводимой терапии. Им изучены клинические проявления ДЭ на фоне церебропротекторной терапии; установлены индивидуальные для каждого препарата свойства, складывающиеся из разного соотношения ингибирующего и активирующего действий на ЦНС. Разработана методика применения современных лекарственных средств, воздействующих на ГАМК-БД-Cl-ионофор-рецепторного комплекс в условиях нейрореанимационного, неврологического, поликлинического, реабилитационного отделений с учётом показаний, противопоказаний, побочных эффектов, синдромов «отмены», сроков применения и способов введения. Определён индивидуальный оптимальный подбор церебропротективных препаратов различного фармакологического действии.
Патогенетически обоснованное ученым клиническое применение современных лекарственных средств в комплексной терапии дисциркуляторной энцефалопатии позволило повысить эффективность проводимой терапии, снизить инвалидизацию и нетрудоспособность при этой социально значимой патологии.
Б. А. Спасенников разработал методы позитивной психотерапии по коррекции девиантного (криминального) поведения.
Борис Спасенников — сертифицированный специалист по спортивной медицине. Активный пропагандист здорового образа жизни, атлетических видов спорта (бокс, кикбоксинг, гиревой спорт  и др.).

### Право
Как пишет проф. Ю. М. Антонян в предисловии к монографии проф. Б. А. Спасенникова «Принудительные меры медицинского характера: история, теория и практика», «… работы Б. А. Спасенникова, профессионального психиатра, доктора медицинских наук, выгодно отличаются от многих других исследований». Выводы Б. А. Спасенникова основываются на глубоком ретроспективном историко-правовом анализе отечественного и зарубежного законодательства, сравнительном анализе современного зарубежного законодательства, специальных криминологических исследованиях широкого спектра эмпирических данных, обширном перечне литературных источников.
В своих трудах Б. А. Спасенников указывает на недопустимость разрешения вопроса о «невменяемости» лица судебными психиатрами, считая, что решение этого вопроса является прерогативой суда. Конкретизируя основания для применения принудительных мер медицинского характера, которые, по мнению ученого, расплывчато сформулированы в УК РФ, он заостряет внимание на том, что психическое расстройство должно оказывать влияние на поведение человека при совершении им общественно опасного деяния. Острой критике Б. А. Спасенников подвергает тенденцию признания невменяемыми лиц, имеющих психические заболевания, независимо от оценки влияния этих заболеваний на поведение в момент совершения деяния.
Кроме того, Б. А. Спасенников глубоко анализирует проблему «опасности психически больных лиц для общества», связанную с продолжительностью применения принудительных мер медицинского характера. Рассматривает различные аспекты освобождения от наказания лиц, у которых после совершения преступления наступило психическое расстройство, лишающее его возможности осознавать фактический характер и общественную опасность своих действий (бездействия) либо руководить ими. Полагает, что подобное освобождение — «право», но не «обязанность» суда.
Указывает на то, что ч. 4. ст. 97 УК РФ, по существу выпадает из «принудительных мер медицинского характера» и предлагает новый правовой механизм предупреждения общественно опасных деяний лицами, «не представляющими опасности по своему психическому состоянию».
Сторонник введения в Уголовный кодекс РФ понятия «состояния вменяемости», предлагает его определить, как «способность к осознанно волевому поведению во время совершения преступления».
Учёный предлагает исключить из ст. 21 УК РФ «иное болезненное состояние психики», заменив его «иным психическим расстройством».
Б. А. Спасенников — сторонник пожизненного принудительного амбулаторного наблюдения и лечения лиц, совершивших общественно опасные деяния, страдающих хроническим психическим расстройством или слабоумием.
Он считает некорректным использование словосочетаний «ограниченная вменяемость» и «возрастная невменяемость», критикует предложение о включении психических расстройств в перечень обстоятельств, смягчающих наказание.
Б. А. Спасенников также высказывает предложение о снижении возраста лиц, подлежащих уголовной ответственности, до двенадцати лет.
Предлагает определение состояния опьянения как «психического расстройства в результате введения в организм человека веществ, оказывающих психотропное, нейротоксическое воздействие на головной мозг».
Высказывает сомнения о целесообразности ст. 107, 113 УК РФ, в которых совершение преступлений в состоянии аффекта рассматривается как обстоятельство, являющееся основанием для назначения более мягкого наказания.
Проанализировав, с точки зрения медицины и права, цели принудительных мер медицинского характера, предложил уточняющие формулировки ст. 98-102 УК РФ.
Соавтор и научный редактор книг правозащитной направленности.

## Награды и звания
- 1989 г. — лауреат премии им. М. В. Ломоносова.
- 2002 г. — медаль «200 лет МВД России».
- 2006 г. — медаль «За укрепление авторитета российской науки».
- 2006 г. — нагрудный знак Федеральной службы исполнения наказаний Министерства юстиции России.
- 2008 г. — нагрудный знак «За содействие МВД России».
- 2013 г. — памятная медаль УМВД РФ по Архангельской области.
- 2014 г. — нагрудный знак Федеральной службы исполнения наказаний Министерства юстиции России.
- Чемпион России 2012 г. по гиревому спорту среди ветеранов (по версии МКМГС) в своей возрастной и весовой категории.
- Чемпион Европы 2012 г. по гиревому спорту среди ветеранов (по версии МКМГС) в своей возрастной и весовой категории.
- Чемпион России 2013 г. по гиревому спорту среди ветеранов (по версии МКМГС) в своей возрастной и весовой категории.

## Основные научные труды
1. Спасенников, Б. А. Способ лечения церебрального инсульта. Авторское свидетельство на изобретение № 1623655 от 1 октября 1990 года. / Ерохин, О. Ю., Воронина, Т. А., Серединин, С. Б., Гарибова, Т. Л.
2. Спасенников, Б. А. Этапная помощь больным с острыми нарушениями мозгового кровообращения. Методические рекомендации М3 СССР. / Гусев, Е. И., Бурд, Г. С., Ерохин, О. Ю., Мартынов, М. Ю. — М., 1991.
3. Спасенников, Б. А. Неврологические аспекты применения анксиолитиков. Методические рекомендации Pоссийского общества неврологов. / Спасенникова, М. Г. — М., 1992.
4. Спасенников, Б. А. Дисциркуляторная энцефалопатия (патогенетические, клинические и фармакотерапевтические аспекты). — Petah-Tikva, 1996. — 278 с.
5. Спасенников, Б. А. Правовая антропология (уголовно-правовой аспект). — Архангельск, 2001. — 304 с. ISBN 5-88086-244-5
6. Спасенников, Б. А. Судебная психология. Судебная психиатрия. Общая часть. — Архангельск, 2002. — 288 с. ISBN 5-85879-037-2
7. Спасенников, Б. А. Принудительные меры медицинского характера: история, теория, практика. — СПб., 2003. — 412 с. ISBN 5-94210-193-1
8. Спасенников, Б. А. Полный курс уголовного права: В 5 т. / Долгова А. И., Кузнецова Н. Ф., Рарог А. И. и др. — СПБ., 2008. — Т. 1. — 1133 с. ISBN 978-5-94201-541-1
9. Спасенников, Б. А. Энциклопедический учебник уголовного права (Общая часть): В 2 т. / Аветисян, С. С., Артеменко, Н. В., Астемиров, З. А. и др. — СПб., 2011. — Т. 1. — 696 с. ISBN 978-5-91005-019-2
10. Спасенников, Б. А. Энциклопедический учебник уголовного права (Общая часть): В 2 т. / Аветисян, С. С., Артеменко, Н. В., Астемиров, З. А. и др. — СПб., 2011. — Т. 2. — 767 с. ISBN 978-5-91005-019-2
11. Спасенников, Б. А. Состояние опьянения и его уголовно-правовое значение. / Спасенников, С. Б. — М., 2011. — 144 с. ISBN 978-5-93295-829-2
12. Спасенников, Б. А. Психические расстройства и их уголовно-правовое значение. / Спасенников, С. Б. — М., 2011. — 272 с. ISBN 978-5-93295-835-3
13. Спасенников, Б. А. Принудительные меры медицинского характера в уголовном праве России: монография / Спасенников, С. Б. — М., 2012. — 192 с. ISBN 5-94210-193-1
14. Спасенников, Б. А. Введение // Философия права: монография / под ред. доктора юридических наук, профессора Б. А. Спасенникова / Габидулин, Р. С. — М., 2012. — 200 с. ISBN 978-5-4396-0036-6
15. Спасенников, Б. А. Судебная патопсихология. / Спасенников, С. Б. — Germany, Saarbrucken: LAP LAMBERT Academic Publishing, 2012. — 110 с. ISBN 978-3-8465-4583-6
16. Спасенников, Б. А. Предисловие // История отечественного государства и права: учебное пособие / под редакцией доктора юридических наук, профессора Б. А. Спасенникова / Габидулин, Р. С. — М., 2012. — 456 с. ISBN 978-5-4396-0184-4.
17. Спасенников, Б. А. Теория государства и права: курс лекций. М.: «Флинта», 2013. — 365 с. ISBN 978-5-9765-1653-3.
18. Спасенников, Б. А. Невменяемость в уголовном праве. / Спасенников С. Б.- М.: «Юрлитинформ», 2013. — 256 с. ISBN 978-5-4396-0397-8
19. Спасенников Б. А. Актуальные проблемы уголовного права: учебное пособие. Архангельск: Институт управления, 2013. — 256 с. ISBN 978-5-8382-0674-9.
20. Актуальные проблемы общей теории права: учебное пособие / под ред. проф. Б. А. Спасенникова. Архангельск: Институт управления, 2013. — 300 с. ISBN 978-5-8382-0672-5.
21. Спасенников Б. А. Уголовно-правовое значение состояния опьянения / Спасенников С. Б. — М.: Издательство «Юрлитинформ», 2014. — 168 с. ISBN 978-5-4396-0614-6.
22. Спасенников Б. А. Клинико-криминологический анализ расстройств личности у осужденных // Криминологический журнал Байкальского государственного университета экономики и права. 2014. № 2. С. 33-40.
23. Спасенников Б. А. Клинико-криминологический анализ неврастении у осужденных // Криминологический журнал Байкальского государственного университета экономики и права. 2014. № 4. С. 31-37.
24. Спасенников Б. А. Проблемы теории и судебной практики, связанные с решением вопросов наказания лиц, страдающих психическим расстройством // Российский судья. 2014. № 6. С. 36-39.
25. Спасенников Б. А. Нервно-психическая патология и преступное поведение / Б. А. Спасенников, М. Г. Спасенникова // Всероссийский криминологический журнал. — 2016. — Т. 10, № 4. — С. 665—670. — DOI : 10.17150/2500-4255.2016.10(4).665-670.
26. Суходолов А. П., Иванцов с. В., Борисов С. В., Спасенников Б. А. Актуальные проблемы предупреждения преступлений в сфере экономики, совершаемых с использованием информационно-телекоммуникационных сетей / А. П. Суходолов, С. В. Иванцов, С. В. Борисов, Б. А. Спасенников // Всероссийский криминологический журнал. — 2017. — Т. 11, № 1. — С. 13-21. — DOI: 10.17150/2500-4255.2017.11(1).13-21.